# Taouyalte
Taouyalte (franska: Taouyalte (CR), Taouyalte (Commune Rurale), arabiska: سيدي احساين) är en kommun i Marocko.   Den ligger i provinsen Taroudannt och regionen Souss-Massa, i den centrala delen av landet, 400 km söder om huvudstaden Rabat. Antalet invånare är 7 758.